# Judith og Holofernes
Judith og Holofernes er en amerikansk stumfilm fra 1914 af D. W. Griffith.

## Medvirkende
- Blanche Sweet - Judith
- Henry B. Walthall - Holofernes
- Mae Marsh - Naomi
- Robert Harron - Nathan
- Lillian Gish